# اسکروج
اسکروج یا پول‌پرست (به انگلیسی: Scrooged) یک فیلم کمدی، فانتزی کریسمس آمریکایی به کارگردانی ریچارد دانر و نویسندگی میچ گلیزر و مایکل اداناهیو است که در سال ۱۹۸۸ منتشر شد. بر اساس رمان سال ۱۸۴۳ سرود کریسمس اثر چارلز دیکنز است. در این فیلم کارن آلن، جان فورسایت، باب‌کت گولدث‌ویت، کارول کین، رابرت میچام، مایکل جی. پولارد و الفری وودارد نیز ایفای نقش کرده‌اند.
در راتن تومیتوز بر اساس رای ۴۹ منتقد به این فیلم امتیاز ۶۹ درصد داد.

## داستان
«فرانک کراس» (بیل مورای)، مدیر شبکه تلویزیونی ای‌بی‌سی، نیویورک، با بی‌رحمی یکی از کارمندانش، «الیوت لودرمیک» (گُلدتویت) را – که از ساخت ضعیف پیش‌نمایش نمایش زنده شب کریسمس شبکه به نام «اسکروج» انتقاد کرده اخراج می‌کند. همان شب، «فرانک» پس از دریافت جایزه «نوع دوستی» به دفترش برمی‌گردد و با روح رئیس سابقش، «لو هیوارد» (فورسایت) روبه‌رو می‌شود که به او هشدار می‌دهد به زودی سه روح دیگر به ملاقاتش خواهند آمد.
«فرانک» خود را سر صحنه «اسکروج» می‌یابد و بر اثر عذاب وجدان به سازمان حمایت از بی‌خانمان‌ها – که «کلر» در آنجا کار می‌کند تلفن می‌زند، ولی دوباره شخصیت خبیثش غلبه می‌کند و سرصحنه بر می‌گردد، و این بار روح کریسمس «حال» (کین) را می‌بیند که «کالوین» (فیلیپس) – پسر منشی‌اش، «کریس کولی» (وودوارد) – را نشانش دهد که از پنج سال پیش، از زمان مرگ پدرش تاکنون، یک کلمه حرف نزده‌است. «فرانک» همچنین روح بخشنده برادر کوچک‌ترش، «جیمز» (جان مورای) را می‌بیند. سپس به دفترش بازمی‌گردد، ولی با «الیوت» مسلح و خشمگین روبه‌رو می‌شود؛ به آسانسور پناه می‌برد، و در آنجا با روح کریسمس «آینده» روبه‌رو می‌شود که «کالوین» نوجوان را در تیمارستان، و «جیمز» را در حال سپردن تابوت «فرانک» به شعله‌های آتش‌نشان می‌دهد. «فرانک» که عبرت گرفته، «الیوت» را آرام می‌کند و پخش «اسکروج» را چند پیام قطع می‌کند. «کلر» نیز پس از دیدن نمایش، با او آشتی می‌کند.